# Carcelia
Carcelia – rodzaj muchówek z rodziny rączycowatych (Tachinidae).

## Wybrane gatunki
- C. aberrans Baranov, 1931[4]
- C. alpestris Herting, 1966
- C. amplexa (Coquillett, 1897)[2]
- C. angustipalpis Chao & Liang, 2002[4]
- C. atricosta Herting, 1961[1]
- C. auripulvis Chao & Liang, 2002[4]
- C. belpharipoides Chao & Liang, 2002[4]
- C. bombylans Robineau-Desvoidy, 1830[1]
- C. brevipilosa Chao & Liang, 1986[4]
- C. candidae Shima, 1981[4]
- C. canutipulvera Chao & Liang, 1986[4]
- C. caudata Baranov, 1931[5]
- C. caudata Baranov, 1931[4]
- C. ceylanica (Brauer & von Bergenstamm, 1891)[5]
- C. clava Chao & Liang, 1986[4]
- C. corvinoides (Wulp, 1893)[5]
- C. delicatula Mesnil, 1968[5]
- C. delicatula Mesnil, 1968[4]
- C. diacrisiae Sellers, 1943[2]
- C. dubia (Brauer & von Bergenstamm, 1891)
- C. europaea (Richter, 1977)
- C. falenaria (Róndani, 1859)
- C. falx Chao & Liang, 1986[4]
- C. flava Chao & Liang, 1986[4]
- C. flavimaculata Sun & Chao, 1992[4]
- C. formosa (Aldrich and Webber, 1924)[2]
- C. gnava (Meigen, 1824)[1]
- C. hamata Chao & Liang, 1986[4]
- C. hemimacquartioides (Baranov, 1934)[4]
- C. hirsuta Baranov, 1931[4]
- C. iliaca (Ratzeburg, 1840)
- C. illiberisi Chao & Liang, 2002[4]
- C. inflatipalpis (Aldrich and Webber, 1924)[2]
- C. iridipennis (van der Wulp, 1893)[4]
- C. kowarzi Villeneuve, 1912
- C. lagoae (Townsend, 1891)[2]
- C. languida (Walker, 1858)[2]
- C. latistylata (Baranov, 1934)[4]
- C. laxifrons Villeneuve, 1912
- C. laxifrons Villeneuve, 1912[2]
- C. longichaeta Chao & Shi, 1982[4]
- C. lucorum (Meigen, 1824)[1]
- C. malayana Baranov, 1934[5]
- C. matsukarehae (Shima, 1969)[4]
- C. nigrantennata Chao & Liang, 1986[4]
- C. olenensis Sellers, 1943[2]
- C. pallensa Chao & Liang, 2002[4]
- C. perplexa Sellers, 1943[2]
- C. pilosella Baranov, 1931[5]
- C. pilosella Baranov, 1931[4]
- C. protuberans (Aldrich and Webber, 1924)[2]
- C. pseudocaudata (Baranov, 1934)[4]
- C. puberula Mesnil, 1941[1]
- C. rasa (Macquart, 1849)[1]
- C. rasella Baranov, 1931
- C. rasoides Baranov, 1931[5]
- C. rasoides Baranov, 1931[4]
- C. reclinata (Aldrich and Webber, 1924)[2]
- C. rutilloides Baranov, 1931[4]
- C. setosella Baranov, 1931[4]
- C. sexta Baranov, 1931[4]
- C. sumatrana Townsend, 1927[4]
- C. sumatrensis (Townsend, 1927)[4]
- C. tenuiforceps (Reinhard, 1964)[2]
- C. thalpocharidis Herting, 1959
- C. tibialis (Robineau-Desvoidy, 1863)[1]
- C. transbaicalica Richter, 1980[4]
- C. vibrissata Chao & Zhou, 1992[4]
- C. villicauda Chao & Liang, 1986[4]
- C. xanthohirta Chao & Liang, 1986[4]
- C. yakushimana (Shima, 1968)[4]
- C. yalensis Sellers, 1943[2]
- C. yongshunensis Sun & Chao, 1992[4]